# Eva Brunneová
Eva Brunne (* 7. března 1954, Malmö), celým jménem Gerd Eva Cecilia Brunne je duchovní švédské církve. V letech 2009–2019 byla stockholmskou biskupkou.

## Život
Bruenneová se narodila a vyrůstala v Malmö. Studovala teologii na univerzitě v Lundu a vysvěcena byla roku 1978. Svou kněžskou službu započala v lundské diecézi (zahrnující švédské nejjižnější provincie – Blekinge a Scania). První rok strávila v Karlskrona, Blekinge. Roku 1980 se stala generální tajemnicí Švédského křesťanského studentského hnutí a přestěhovala se do Stockholmu. Před přijetím funkce farářky v sundbyberské farnosti působila jako univerzitní kaplanka a biskupská poradkyně. Po osmi letech farářské služby v Sundbybergu strávila dalších osm let ve Flemingsbergu. V roce 2000 se stala hlavou huddinského a botkyrkaského děkanství, tuto funkci zastávala do roku 2006.
26. května 2009 byla zvolena stockholmskou biskupkou. Je první otevřeně lesbická biskupka na světě a první biskupka švédské církve žijící v homosexuálním registrovaném partnerství. Brunneová vyhrála volbu 413 hlasy ku 365 hlasům.
Vysvěcena na biskupku byla 8. listopadu v uppsalské katedrále arcibiskupem uppsalským Andersem Wejrydem za přítomnosti krále Karla XVI. Gustava a královny Silvie. Pět anglikánských biskupů, včetně arcibiskupa z Canterbury Rowana Williamse odmítlo pozvání na ceremoniál.
Biskupským heslem Evy Brunneové bylo: „Nedělat rozdíly mezi lidmi" (Jakub 2,1)

## Osobní život
Brunneová žije od roku 2001 v registrovaném partnerství s Gunillou Lindénovou, která je také duchovní švédské církve. Mají syna. Jejich partnerství obdrželo církevní požehnání.